# Rophitinae
Rophitinae is een onderfamilie van vliesvleugelige insecten in de familie Halictidae.